# (5353) Baillié
(5353) Baillié es un asteroide perteneciente al cinturón de asteroides, descubierto el 20 de diciembre de 1989 por Yoshiaki Oshima desde el Observatorio Gekko, Kannami, Japón.

## Designación y nombre
Designado provisionalmente como 1989 YT. Debe su nombre a Kevin Baillié, astrónomo francés del Observatorio de París-IMCCE.

## Características orbitales
Baillié está situado a una distancia media del Sol de 2,567 ua, pudiendo alejarse hasta 3,313 ua y acercarse hasta 1,822 ua. Su excentricidad es 0,290 y la inclinación orbital 3,856 grados. Emplea 1503,07 días en completar una órbita alrededor del Sol.

## Características físicas
La magnitud absoluta de Baillié es 13,7. 